# Síndrome obstructivo
El síndrome obstructivo es un conjunto de síntomas que, dependiendo de sus características, pueden hacen sospechar la presencia de alteraciones del aparato respiratorio a diferentes niveles. Esas alteraciones producen la obstrucción de las vías respiratorias. Los signos clínicos a tener en cuenta son los ruidos y las secreciones. Los ruidos se generan por diferentes alteraciones en la mucosa, la submucosa o la capa musculocartilaginosa, o bien por compresiones externas; estos cambios endoluminales llevan a que el diámetro se modifique, lo que incrementa la velocidad del flujo de aire, produce turbulencia e induce diversos cambios de las presiones que solo que generan los sonidos.  
El síndrome obstructivo ventilatorio es la patología pulmonar más frecuente y puede ser irreversible. En Estados Unidos ocupa el segundo lugar, justo detrás de las cardiopatías, como causa de pensiones de discapacidad. A pesar de que la mortalidad debida a este síndrome va en aumento, las distinciones entre los diversos tipos de enfermedad obstructiva siguen sin estar claras, lo que dificulta tanto la definición como el diagnóstico..  

## Característica principal
Se utilizará el cociente: FEV1 / FVC (FEV1=volumen espiratorio forzado, volumen espirado en el primer segundo/FVC=capacidad vital forzada)
Este cociente permite discriminar un trastorno de la ventilación obstructivo de uno restrictivo. En el obstructivo, el índice queda disminuido porque en la espirometría se ve una alteración, en espiración forzada el índice (FEV1/ FVC) es menor del 70% a expensas de un descenso de FEV1. En uno restrictivo el cociente es normal pero porque los dos componentes son bajos.

## Causa subyacente
El aumento de la resistencia al flujo aéreo puede deberse a afecciones en:
1. En el interior de la luz: Por exceso de secreciones o por engrosamiento de las paredes respiratorias. Puede haber un exceso de secreciones que ocluya parcialmente la luz, como ocurre por ejemplo en la bronquitis crónica.  Podría también producirse por obstrucciones parciales o agudas en el edema pulmonar y durante el postoperatorio por retención de secreciones.
2. En la pared de las vías respiratorias:  Debido a la contracción de la musculatura lisa bronquial , como ocurre en el asma, hipertrofia de las glándulas mucosas como en la bronquitis e inflamación y edema de la pared. Se puede producir lesión de pequeñas vías aéreas menores de 2-3 mm de diámetro
3. En la región peribronquial: Por fuera de las vías respiratorias, por la destrucción del parénquima pulmonar como sucede en el enfisema. El edema peribronquial también puede producir un estrechamiento o se puede comprimir un bronquio localmente por una neoplasia.

## Pruebas funcionales que se pueden realizar
1. Espirometría: En todas las enfermedades obstructivas se observa un patrón obstructivo (VEF1). Tras realizar la  espirometría se traza una curva flujo-volumen y se observa que la inspiración no se ve afectada debido a la presión negativa pleural que se mantiene en las vías aéreas. El descenso más grande lo vemos al final de la gráfica, donde hay un descenso de volúmenes respiratorios. Los pacientes presentan una curva con descenso exponencial (no lineal). Se ve un punto donde la obstrucción ocurre muy súbitamente.
2. TAC: Se ve un aumento del volumen de cierre. Para medir el aumento se hace inspirar al paciente un gas visible con TAC. Se ven los pulmones completamente negros y al espirar se ven áreas del pulmón que no se han vaciado, siguen igual de negros debido a que tiene atrapamiento aéreo. En la siguiente inspiración entrará más aire.
3. Rx: Se ve aumento de Capacidad Residual Funcional y disminución de Cinsp. El aumento de CRF hace que el diafragma quede desplazado hacia abajo (hacia el abdomen) eliminando la morfología curvada característica.
4. Gasometría: Se observa hipercapnia por disminución de la ventilación alveolar (como les cuesta ventilar a volúmenes muy bajos, hipoventilan) e hipoxemia (menor de 60mmHg) por retención de CO2 y por destrucción alveolar.

## Fisiopatología
Se ve destrucción de tabique alveolares, disminución de la barrera hematogaseosa, disminución de la elasticidad pulmonar, aumento de las resistencias. Estenosis difusa: aumento de las resistencias.

## Enfermedades obstructivas

### EPOC (Enfermedad Pulmonar Obstructiva Crónica)
Muchas veces el término EPOC  se aplica erróneamente a pacientes con asma, bronquitis crónica o una mezcla de ambas. Se emplea pues este término más bien como una etiqueta “conveniente” para evitar realizar un diagnóstico en los pacientes en los que es difícil diferenciar si tienen enfisema o bronquitis crónica. Estos pacientes presentan: tos crónica, escasa tolerancia al esfuerzo, signos de obstrucción de las vías respiratorias, hiperinsuflación pulmonar y alteración del intercambio de gases.

#### Enfisema
El enfisema se caracteriza por un aumento de tamaño de los espacios aéreos distales del bronquíolo terminal (ácinos), con destrucción de sus paredes alveolares y consiguiente pérdida del lecho capilar, se trata por tanto de una definición anatómica y el diagnóstico en pacientes vivos es más bien de presunción.  Las vías respiratorias pequeñas en esta enfermedad, son más estrechas, tortuosas en inferiores en número, además sus paredes son delgadas y están atrofiadas. Hay también una ligera pérdida de vías respiratorias de mayor tamaño. Dado que en el enfisema se afectan principalmente vías de pequeño calibre (con baja resistencia), se verá afectada la parte final de la fase de espiración forzada y se podrá detectar el enfisema cuando se valora el volumen espiratorio forzado. La destrucción pulmonar no tiene por qué ser uniforme.  Cada vez se compromete más la espiración, primero solo en situaciones de esfuerzo y luego también en reposo
En cuanto a las causas que producen el enfisema una de las hipótesis que se presenta es que se produce por cantidades excesivas de la enzima lisosómica elastasa desde los neutrófilos en el pulmón, que destruye la elastina (proteína estructural importante del pulmón) y escinde también el colágeno de tipo IV que asegura la integridad alveolar. Otro factor patogénico importante es el tabaco que actúa liberando desde los macrófagos factores quimiotácticos de los neutrófilos o reduciendo la actividad inhibidora de la elastasa  y además atrapa muchos neutrófilos en los pulmones por lo que se activan también los leucocitos atrapados. Puede que la contaminación atmosférica también desempeñe algún papel, además de factores hereditarios como sería el déficit de alfa1-antitripsina que inhibe la elastasa.
Para hacer un diagnóstico definitivo de enfisema se requiere confirmación histológica de la que no suele disponerse durante la vida aunque se llegue al diagnóstico con gran probabilidad por la exploración física y radiológica. Por este motivo el término EPOC se sigue usando.

#### Bronquitis crónica
Enfermedad caracterizada por una excesiva producción de moco en el árbol bronquial que crea expectoración excesiva. La secreción de moco es por encima de los niveles normales y no se corresponde con otra patología. Se producirá inflamación que si es a nivel de bronquios se denominará bronquitis y a nivel de bronquiolos se denominará bronquiolitis. Se considera expectoración excesiva la que ocurre la mayor parte de los días durante, al menos 3 meses al año y al menos dos años sucesivos.
En la bronquitis se produce la hipertrofia de glándulas mucosas en los grandes bronquios. Se encuentran cantidades excesivas de moco en las vías y algunos pequeños bronquios pueden quedar ocluidos por tapones semisólidos, son más estrechos y aparecen signos inflamatorios. Suele aparecer tejido de granulación, fibrosis peribronquial y parece aumentar la musculatura lisa bronquial.
Se establece en esta enfermedad en índice de Reid que es el cociente glándula/ pared el cual en condiciones normales es de 0,4 mientras que en bronquitis crónica grave puede llegar a ser 0,7.
Como en el EPOC la causa principal de la bronquitis crónica parece ser el tabaco, que actúa como irritante inhalado produciendo inflamación. Otra causa patogénica será la contaminación ambiental.
La definición de la bronquitis es clínica y por tanto, a diferencia del enfisema el diagnóstico del paciente puede hacerse con confianza y no solo con bastante probabilidad.

### Asma
Enfermedad caracterizada por un aumento de la reactividad de las vías respiratorias a diversos estímulos y que se manifiesta como inflamación y estrechamiento diseminado de las vías respiratorias. Se cree que la inflamación de las vías respiratorias producida por citoquinas y leucotrienos que constriñe el bronquio hasta que parecen problemas en inspiración y en espiración, es la causa de todas las características asociadas del asma, como el aumento de la reactividad de las vías, el edema, la hipersecreción de moco y el infiltrado de células inflamatorias, pero es posible que algunos pacientes presenten de por sí una alteración fundamental de la musculatura lisa de las vías respiratorias o de la regulación del tono de las mismas.
Las vías respiratorias muestran una hipertrofia de la musculatura lisa que causa broncoconstricción en las crisis porque se contrae. Hay además hipertrofia de las glándulas mucosas, edema de la pared bronquial y un extenso infiltrado de eosinófilos y linfocitos con un moco más abundante de lo normal y más espeso. 
En la mayor parte de los casos se presenta en la infancia , sin embargo los factores ambientales como son el tabaco, contaminación, etc parecen ser importantes y parecen haber influido en gran medida en el aumento de la prevalencia y de la gravedad del asma.
Una de las hipótesis propuestas es “la hipótesis de la higiene”. La “hipótesis de la higiene” sostiene que los niños que en etapas determinadas de su vida en las que se produce el desarrollo de la respuesta inmunitaria no se exponen a determinados agentes infecciosos típicos pueden presentar con mayor frecuencia asma y diátesis alérgica. Otras hipótesis propuestas para explicar el aumento de la prevalencia del asma son la obesidad, mala preparación física y la exposición a contaminantes.
Se sabe que el asma también tiene un componente genético o que hay otros tipos de asma como la inducida por el esfuerzo o la que aparece tras una infección vírica.

### Obstrucción localizada de las vías respiratorias
Las obstrucciones localizadas son menos habituales que otros síndromes obstructivos (como asma, bronquitis o enfisema) y suelen causar alteraciones funcionales menores. La obstrucción puede localizarse en el interior de la luz de la vía respiratoria, en la pared, o deberse a una compresión desde el exterior de la pared.

#### Obstrucción traqueal
Debido a la inhalación de un cuerpo extraño, o a una estenosis. Existe estridor inspiratorio y espiratorio, curvas flujo-volumen anormales y no hay respuesta a los broncodilatadores. Puede aparecer hipercapnia e hipoxemia por la hipoventilación.

#### Obstrucción bronquial
Muchas veces por un cuerpo extraño que se puede haber inhalado, afecta más frecuentemente al pulmón derecho ya que el bronquio principal izquierdo forma un ángulo más agudo con la tráquea. Otras causas podrían ser tumores bronquiales, o la compresión de un bronquio por diversas causas.